# Bas-Uele

Bas-Ueles läge i Kongo-Kinshasa.

Bas-Uele ("nedre Uele") är en provins i Kongo-Kinshasa, som bildades ur den tidigare provinsen Orientale enligt planer i konstitutionen 2006, genomförda 2015. Huvudstad är Buta och officiella språk swahili och lingala. Provinsen har 1,1 miljoner invånare. Provinsen har fått namn efter Uelefloden.
Provinsen delas administrativt in i territorierna Aketi, Ango, Bambesa, Bondo, Buta och Poko.